# Tatjana Alexejewna Tischtschenko
Tatjana Alexejewna Tischtschenko (russisch Татья́на Алексе́евна Ти́щенко; * 1. Januar 1975 in Omsk) ist eine ehemalige russische Kanutin.

## Leben
Die in Omsk in Sibirien geborene Tischtschenko nahm im Kajak-Vierer an einigen Großereignissen teil und konnte dabei zwei Medaillen bei Weltmeisterschaften und 5 Medaillen bei Europameisterschaften gewinnen. Bei den Olympischen Sommerspielen 1996 in Atlanta landete sie mit dem russischen Team im Kajak-Vierer auf Rang 6. Sie hat einen Abschluss an der Sibirischen Staatlichen Akademie für Leibeserziehung erhalten und ist heute als Trainerin, unter anderem für Anastassija Pantschenko aktiv.